# Волковы (купеческий род)
Во́лковы — купеческая династия города Глазова Вятской губернии. Известна с конца XVIII века.

## Персоналии
Родоначальником и наиболее известным представителем купеческого рода Волковых считается Иван Селивёрстович (1779(?)—1842), государственный крестьянин, удмурт по происхождению, новокрещен починка Верх-Люкского Балезинской волости Глазовского уезда Вятской губернии. Совместно с отцом занимался скупкой и перепродажей сельскохозяйственной продукции (хлеба, льна, сала), изделий крестьянских промыслов (кожи, луба, холста), а также лесных промыслов (пушнины, мёда, воска).
С 1803 года Иван Селивёрстович — купец 3-й гильдии, с 1806 года — купец 2-й гильдии с капиталом 8100 рублей. Помимо сельскохозяйственных товаров, торговал также кирпичом, вином, занимался ростовщичеством. К концу правления Александра I капитал глазовского купца составлял 22 100 рублей. В 1826–1831 годах выполнял казённый подряд на поставку почтовых и курьерских лошадей, содержания почтовых станций по Сибирскому тракту, а также речных перевозов (1832–1836).
Дважды — в 1811 и 1831 годах — Иван Селивёрстович избирался городским головой Глазова. В 1812 году организовал сбор пожертвований на нужды народного ополчения в войне против войск Наполеона — от жителей и предпринимателей Глазова внёс 1405 рублей, а также лично пожертвовал 200 рублей. В 1818 году участвовал в переводе на удмуртский язык Евангелий от Луки и Иоанна. В 1833 году по приказу Вятской казённой палаты Иван Селивёрстович и члены его семьи были причислены к почётным гражданам города Глазова.
В 1840-е годы Волков получил подряд на строительство кладбищенской церкви в Глазове, после чего заключил договор с нижегородским крестьянином Лазарем Казариновым на кладку храма «его рабочими людьми самым лучшим мастерством под щекатурку». Однако в самом начале строительства, 22 ноября 1842 года, Ивана Селивёрстович умирает в возрасте 63 лет.
Его дело продолжил сын — Осип (Иосиф) Иванович (1800—1844), купец 2-й гильдии, однако вскоре умер от чахотки. В последние годы существования династии в её главе стояла жена Осипа Ивановича — Дарья Павловна (1801—1862), которой помогал сын Михаил Осипович (1825—1853). Основным предметом торговли по-прежнему остаются сельхозпродукция и изделия лесных и кустарных промыслов. Волковым принадлежат несколько домов в Глазове, мельницы, жилые и хозяйственные постройки, крупная земельная собственность (763 десятины). Смерти сына Михаила (1853), дочери Анны (1844) и её мужа (1857) и, как следствие, навалившаяся на плечи забота о внучке Екатерине не позволили Дарье Павловне вести активную предпринимательскую деятельность, и она передала ведение дел дочерям и зятьям. После кончины в 1868 году Дарьи Павловны доставшееся имущество было распродано, а отсутствие прямых наследников мужского пола завершило историю купеческой династии.

## Дом купца Волкова

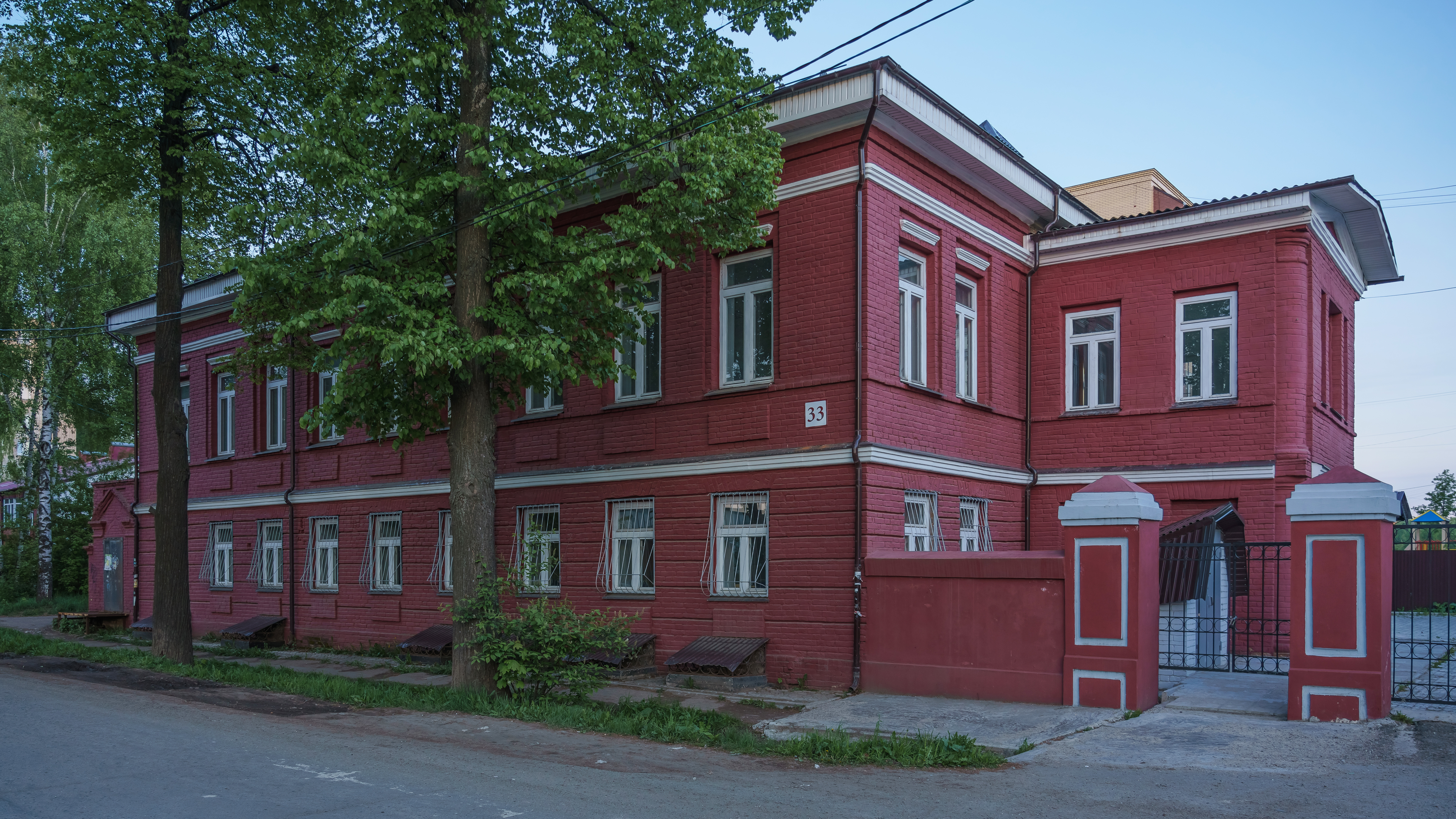
Дом купца Волкова. Глазов, ул. Первомайская, 33

С 1822 по 1837 годы в Глазове по улице Кругловознесенской (ныне — Первомайская) купцом Иваном Волковым был возведён двухэтажный каменный дом в стиле классицизма. Именно здесь в 1837 году на ночь с 20 на 21 мая останавливался путешествующий по стране наследник престола, будущий император Александр II, которого сопровождали поэт Василий Андреевич Жуковский и историк Константин Иванович Арсеньев. Уезжая, цесаревич распорядился подарить Ивану Селивёрстовичу дорогой перстень, а бедным жителям города выдать 300 рублей.
В 1861 году наследники купца Волкова сдали усадьбу под помещение уездных присутственных мест. В 1863 году здание было продано Глазовской уездной земской управе; здесь разместились комнаты для её съездов, а также аптека.
С установлением в городе советской власти в здании был размещён Дом социалистической культуры. С 1942 по 1946 годы здесь находилось отделение эвакогоспиталя, а в послевоенные годы дом занимал Глазовский районный дом культуры. В июне 2006 года здание приобрел индивидуальный предприниматель.
В соответствии с Постановлением Совета Министров Удмуртской АССР № 362 от 5 мая 1979 года дом купца Волкова был включён в список памятников истории и культуры, подлежащих государственной охране, как памятник местного значения.